# Saint-Sornin (Charente)
Saint-Sornin je francouzská obec v departementu Charente, v regionu Poitou-Charentes. V roce 2007 měla 811 obyvatel.